# Dinastia Shilahara
A dinastia Shilahara, também conhecida como Silhara, Sinhara, Shilahara, Shailahara, Shrilara e Silara, foi um clã feudal de rajaputes que governou o o Concão e o sul de Maarastra, nomeadamente a região onde se situa atualmente a cidade de Bombaim, na costa noroeste da Índia, entre 810 e 1240, segundo outros autores). Estabeleceram-se na região durante o período Rastracuta, tornando-se depois independentes.
Estava dividida em três ramos, um que reinou no norte do Concão, outro no sul do Concão (entre 765 e 1029) e um terceiro que reinou no que são atualmente os distritos de Satara, Colhapur e Belgaum entre 940 e 1215, tendo sido conquistado pelos Chaluquias ocidentais.

## História
Todos os ramos se reclamavam descendentes de um personagem da mitologia hindu - Jimutavana, um príncipe Vidyadhara. Jimutavana sacrificou-se a si próprio para resgatar um dragão (naga) das garras de Garuda. O nome de família Shilahara, que significa "comida de pico de montanha" em sânscrito), supostamente tem origem neste incidente lendário. O nome aparece sob várias formas e há inclusivamente inscrições em que é usada mais do que uma; uma inscrição apresenta três: Silara, Shilara e Shrillara.[carece de fontes?]
Segundo alguns autores, os Shilaharas seriam de origem afegã, pois até hoje subsiste no Afeganistão uma etnia com nome semelhante, os Silar Cafires, mas o termo "Ayya" usado nos nomes de quase todos os ministros Shilahara e os nomes não-sânscrito de alguns dos chefes, como Vappuvanna, podem suportar a teoria de que eram de origem canada.
A dinastia começou por ser vassala do Império Rastracuta que reinou no planalto do Decão entre os séculos VIII e X. O rei Rastracuta Govinda II (r. 774–780) deu a Kapardin I, o fundador da dinastia Shilahara, os territórios do norte do Concão (os atuais distritos de Tana, Bombaim e Raigad). Desde então o Norte do Concão passou a ser conhecido como Kapardi-dvipa or Kavadidvipa. Kapardin I, cujo nome significa "usar kaparda", um tipo peculiar de tranças ou caracóis do cabelo que também é uma designação do deus hindu Xiva, teve a sua capital em Puri, atualmente chamada Rajapur, no distrito de Raigad. A dinastia ostentou o título de Tagara-puradhishvara, o que indica que era originária de Tagara, a moderna Ter do distrito de Osmanabad.[carece de fontes?]
Aproximadamente em 1343, a ilha de Salsete e depois todo o arquipélago de Bombaim passou para as mãos dos Muzafáridas.[carece de fontes?]
Os Shilaharas do sul de Maarastra, em Colhapur, foram o último ramo a ser fundado, aproximadamente na época da queda do Império Rastracuta. Governaram entre 765 e 1020.

### Monarcas Shilahara do norte do Concão (ramo de Tana)
Após o enfraquecimento do poder dos rastracutas, o último governante conhecido desta família, Rataraja, declarou a sua independência. No entanto, Chaluquia Jaiasima, o irmão mais novo de Vikramaditya, derrubou-o e apropriou-se das suas possessões. O Concão do Norte foi conquistado pelo rei Rastracuta Dantidurga, no segundo quartel do século VIII.
- Kapardin I (800–825)
- Pullashakti (825–850)
- Kapardin II (850–880)
- Vappuvanna (880–910)
- Jhanjha (910–930)
- Gogiraja (930–945)
- Vajada I (945–965)
- Chadvaideva (965–975)
- Aparajita (975–1010)
- Vajada II (1010–1015)
- Arikesarin (1015–1022)
- Chitaraja (1022–1035)
- Nagarjuna (1035–1045)
- Mumuniraja (1045–1070)
- Ananta Deva I (1070–1127)
- Aparaditya I (1127–1148)
- Haripaladeva (1148–1155)
- Mallikarjuna (1155–1170)
- Aparaditya II ( 1170–1197)
- Ananta Deva II (1198–1200)
- Keshideva II (1200–1245)
- Ananta Deva III (1245–1255)
- Someshvara (1255–1265)

### Monarcas Shilahara do sul do Concão
A história deste ramo da dinastia é conhecido através de um registo nas placas de Kharepatan de Rataraja, datadas de 1008. Rataraja foi o último governante da dinastia. Aquele documento é muito importante pois não só informa sobre a genealogia dos dez antecessores de Rataraja mas também relata os seus feitos. O fundador do ramo, Sanaphulla (ou Sana-phulla),era vassalo do imperador Rastracuta Krishna I (r. ca.  756–774), que tinha estabelecido o seu domínio sobre o Concão em 765, que possivelmente entregou a Sanaphulla. As placas de Kharepatan relatam que Sanaphulla recebeu a suserania sobre os territórios entre o monte Sahya (Gates Ocidentais) e o mar como favor de Krisnaraja.[carece de fontes?]
Sabe-se que filho de Sanaphulla, Dhammayira, construiu um forte em Vallipattana, na costa ocidental. Aiyaparaja venceu uma batalha em Chandrapuri (Chandor, Goa). Durante o reino de Avasara I não ocorreu qualquer acontecimento digno de nota. O seu filho Adityavarman, descrito como "brilhante como o sol" em valentia, ofereceu ajuda aos reis de Chandrapuri e Chemulya (moderna Chaul), 45 km a sul de Bombaim, o que indica que a influência dos Shilaharas se tinha expandido por todo o Concão. Nesta altura, Laghu Kapardi, o monarca do ramo de Tana, era apenas uma criança e a ajuda dada ao governante de Chaul deve ter sido financiada por ele. Avasara II continuou a política do se pai.[carece de fontes?]
Bhima, filho de Indraraja, é apresentado como Rahuvadgrasta Chandramandala por ter derrubado o governante titular de Chandor. Nesse tempo, o soberano Sasthadeva, da dinastia Cadamba, e o seu filho Chaturbuja tentavam derrubar o domínio Rastracuta. Isto explica a oposição de Bhima a Chandor. Avasara III reinou num período turbulento, mas não parece ter sido interventivo. Por fim, Rataraja, leal aos Rastracutas, foi compelido a mudar a sua aliança para Tailapa II.[carece de fontes?] Pouco depois das placas terem sido escritas, em 1008, o domínio do Concão passou para os Chaluquias ocidentais.
- Sanaphulla (765–795)
- Dhammayira (795–820)
- Aiyaparaja (820–845)
- Avasara I (845–870)
- Adityavarma (870–895)
- Avasara II (895–920)
- Indraraja (920–945)
- Bhima (945–970)
- Avasara III (970–995)
- Rataraja (995–1020)

### Shilaharas do sul de Maarastra (ramo de Colhapur)
A família Shilahara de Colhapur foi a última das três a formar-se, aquando da queda do Império Rastracuta. Governou sobre o sul de Maarastra, naquilo que atualmente são os distritos de Satara, Colhapur e Belgaum. A deusa da família era Mahalakshmi, cuja benção clamavam ter assegurado nas ofertas de placas de cobre (Mahalakshmi-labdha-vara-prasada). Como os seus familiares do norte do Concão, os Shilaharas de Colhapur reclamavam-se descendentes de Vidiadara Jimutavana e usavam um estandarte com um Garuda dourado. Um dos muitos títulos que usaram foi Tagarapuravaradhisvara (soberano supremo de Tagara).
A primeira capital destes Shilaharas foi provavelmente em Karad, durante o reinado de Jatinga II. Por isso são também referidos como Shilaharas de Karad.> Mais tarde a capital foi transferida para Colhapur, mas algumas inscrições mencionam Valavada e o forte de Pranalaka ou Padmanala (Panhala) como locais da residência real. Apesar de ter deixado de ser capital, Karad continuou a ser uma cidade importante durante o período Shilahara.[carece de fontes?]
Este ramo da família ascendeu ao poder durante a última parte do período rastracuta e por isso, ao contrário dos reis dos outros ramos, os reis Shilaharas de Colhapur não mencionam na sua genealogia a dos Rastracutas, nem sequer nas inscrições mais antigas. Mais tarde reconheceram a suserania dos Chaluquias ocidentais durante algum tempo. Usaram o canarês como língua oficial, como se pode ver nas suas inscrições. Este ramo da dinastia governou o sul de Maarastra aproximadamente entre 940 e 1220.[carece de fontes?]
Aparentemente, Boja II, o último monarca da sua família, foi derrubado pelo rei Iadava Singana II em 1119, 1120 ou pouco depois disso, conforme consta numa inscrição de Singhana datada de 1160.
- Jatiga I (940–960)
- Naivarman (960–980)
- Chandra (980–1000)
- Jatiga II (1000–1020)
- Gonka (1020–1050)
- Guhala I
- Kirtiraja
- Chandraditya
- Marsimha (1050–1075)
- Guhala II (1075–1085)
- Boja I (1085–1100)
- Ballala (1100–1108)
- Gonka II
- Gandaraditya I (1108–1138)
- Vijayaditya I (1138–1175)
- Boja II (1175–1212)

## Monumentos
- O Templo de Walkeshwar, dedicado a Xiva, e o seu lago ( Banganga Tank) — foram originalmente construídos no século XII em Walkeshwar, atualmente um bairro de  Bombaim.[8]
- O Templo de Ambarnath (ou Shiv Mandir, conhecido localmente como Puratana Shivalaya) foi construído pelo rei Mahamandaleshwar (Mummuniraja?). Foi dedicado igualmente a Xiva e situa-se em Ambarnath, no distrito de Tana, Bombaim.[9]
- O Kopineshwar Mandir é outro templo de Xiva em Tana.[10]